# 駒子シリーズ
『〈駒子〉シリーズ』（こまこシリーズ）は加納朋子の推理小説のシリーズ。文庫版は創元推理文庫（東京創元社）より1999年8月から刊行されている。

## シリーズ一覧
1. ななつのこ
  - 単行本：1992年9月 東京創元社 ISBN 4488023347
  - 文庫：1999年8月 創元推理文庫 ISBN 4488426018
2. 魔法飛行
  - 単行本：1993年7月 東京創元社 ISBN 4488012507
  - 文庫：2000年2月 創元推理文庫 ISBN 4488426026
3. スペース
  - 単行本：2004年5月 東京創元社 ISBN 4488012981
  - 文庫：2009年5月 創元推理文庫 ISBN 4488426042

## 主な登場人物
入江駒子
シリーズの主人公。短大生。名前は川端康成の小説雪国の登場人物「駒子」が由来。あだ名はイリゴマ。お菓子作りも得意な頼りになる姉、年子で弟が2人、そして妹がいる。英文タイプ部に所属。
瀬尾さん
聡明な青年。
愛ちゃん
本名：宇佐美愛。駒子の友達。駒子と同じ短大に通っている。資産家の娘でお嬢様、見た目は儚げで純和風な容貌をしているが、性格は奥ゆかしい大和撫子とはほど遠く、本心をそのまま口にしてしまうようなあっけらかんとした性格の持ち主。スプラッターやホラー映画も平気。飽きっぽく、ちゃっかりしている。遅刻魔。ふみさん曰く、駒子とは似た者同士らしい。弟がいる。
ふみさん
駒子の友達。駒子と同じ短大に通っているしっかり者。真っ黒なボブ・ヘアー。友達でありながら、駒子が憧れる理想の人でもある。バスケ部所属。卒業後は結婚することが決まっている。
たまちゃん
駒子の友達。T美大生。一本気な性格だが、芸術家の卵らしく、行き詰った時には周囲に当たり散らすという悪癖もある。
宇佐美潤
愛ちゃんの弟で中学一年生。
野坂野枝
駒子と同じ短大に通っていて、同じく英文タイプ部にも所属している。ただし、駒子とは違ってタイプレベルは超上級。焦げ茶フレームの眼鏡がトレードマーク。お金をかけないおしゃれを心得ている。
卓見
野枝の幼馴染でUFOオタク。大学生だが、顔つきは幼い。
大八木
ふみさんの婚約者。少年少女合唱団の指揮者。